# Oishi Asuki
Asuki Oishi (sinh ngày 14 tháng 12 năm 1991) là một cầu thủ bóng đá người Nhật Bản.

## Sự nghiệp câu lạc bộ
Asuki Oishi đã từng chơi cho Zweigen Kanazawa.